# 第歐根尼俱樂部

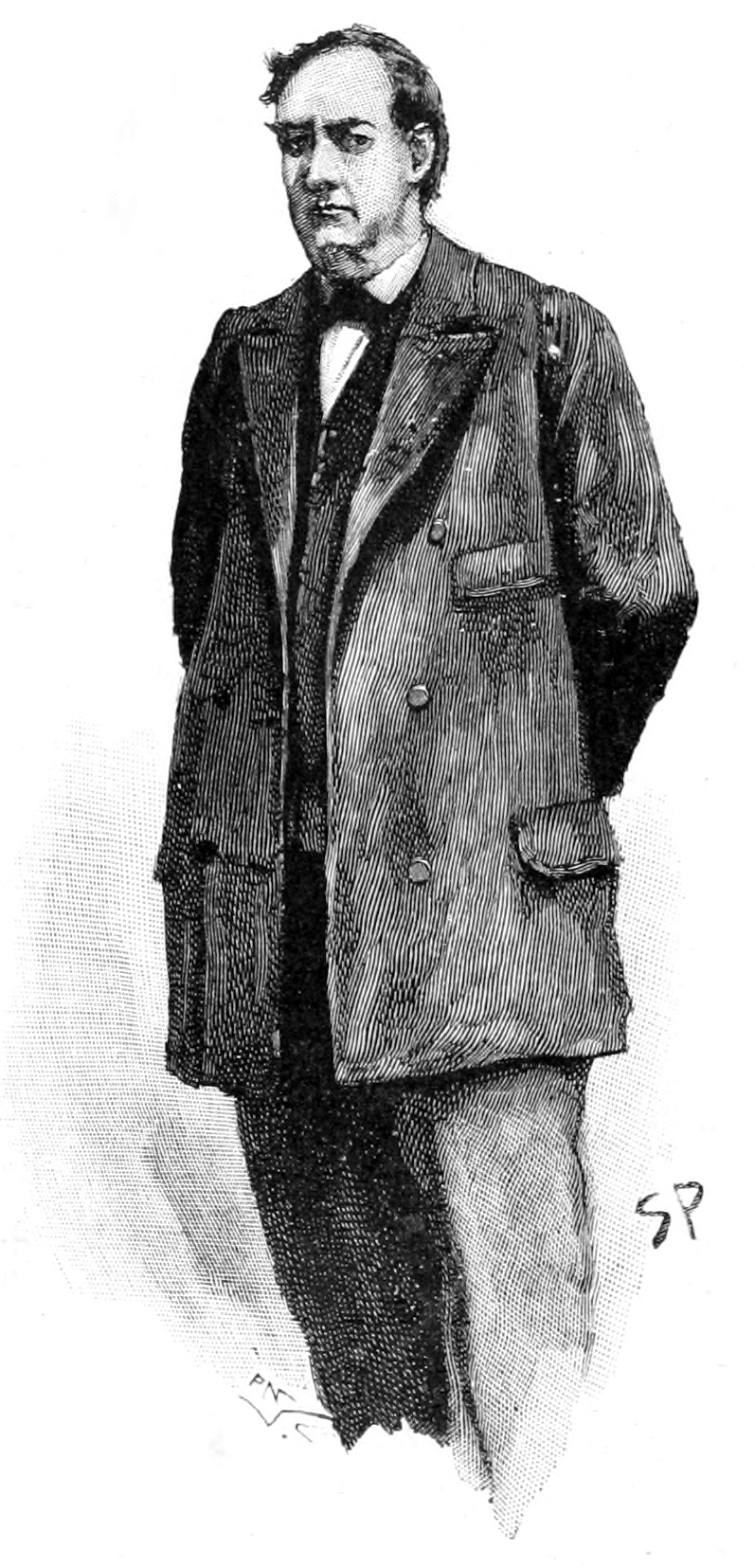
邁克羅夫特·福爾摩斯，第歐根尼俱樂部的發起人之一。

第歐根尼俱樂部（英語：The Diogenes Club）是阿瑟·柯南·道爾所虛構的一個紳士俱樂部，在《福爾摩斯探案》系列故事中多次出現，最著名一次是《希臘譯員》（The Adventure of the Greek Interpreter）一集。夏洛克·福爾摩斯的親哥哥邁克羅夫特·福爾摩斯是俱樂部的发起人之一。而俱樂部的名稱可能是來自犬儒主義哲學家錫諾普的第歐根尼（Diogenes of Sinope），但原著中没有明说。
在《希臘譯員》这篇故事中，福爾摩斯向华生提到了自己的哥哥迈克罗夫特在第欧根尼俱乐部里，华生说从未听说过这个俱乐部，福尔摩斯就介绍到：
很可能你不知道。伦敦有许多人，有的生性羞怯，有的愤世嫉俗，他们不愿与人为伍，可是他们并不反对到舒适的地方坐坐，看看最新的期刊。为了这个目的，第欧根尼俱乐部便诞生了，现在它接纳了城里最孤僻和最不爱交际的人。会员们不准互相搭话。除了在会客室，绝对不允许交谈，如果犯规三次，引起俱乐部委员会的注意，谈话者就会被开除。我哥哥是俱乐部发起人之一，我本人觉得这个俱乐部气氛是很怡人的。”
之后华生在第欧根尼俱乐部的会客室里第一次见到了迈克罗夫特。
在《布鲁斯-伯廷顿计划》一篇中，福尔摩斯告诉华生迈克罗夫特在政府中担任着信息处理和中转的特殊任务，「蓓尔美尔街他的寓所，第欧根尼俱乐部，白厅——那是他的活动圈子。」于是研究者猜测第欧根尼俱乐部也可能是进行某些秘密任务的地方。

## 后世作品
- 在比利·怀尔德执导的电影《福尔摩斯的私生活》电影（1970）中，第欧根尼俱乐部就在进行着秘密行动。
- 金·紐曼（Kim Newman）的一本小說，便以《來自第歐根尼俱樂部的男人》（The Man from the Diogenes Club）為書名。
- 在尼古拉斯·迈耶写的福尔摩斯续集《百分之七溶液》中，也提到了第欧根尼俱乐部[2]。
- 在BBC的電視劇《神探夏洛克》的《莱辛巴赫瀑布》这一集中，华生曾到第欧根尼俱乐部寻找过福尔摩斯[3]，但他由於開口說話而被兩名保鑣堵住嘴。在《新世紀福爾摩斯：地獄新娘》中，維多利亞時代版本的第歐根尼俱樂部也有出現。